# Markelle Fultz
Markelle N'Gai Fultz (Upper Marlboro, Maryland, 29 de mayo de 1998) es un jugador de baloncesto estadounidense que se encuentra sin equipo. Con 1,93 metros de altura, juega en la posición de base.

## Trayectoria deportiva

### Primeros años
Asistió en su etapa de instituto al DeMatha Catholic High School en Hyattsville, Maryland, donde en su última temporada promedió 19,1 puntos y 8,8 rebotes por partido, llevando a su escuela al título de campeones de escuelas privadas de Maryland. Jugó ese año el prestigioso McDonald's All American Game.

### Universidad
En agosto de 2015, Fultz anunció que continuaría su carrera en los Huskies de la Universidad de Washington, Jugó una única temporada, en la que promedió 23,2 puntos, 5,7 rebotes, 5,6 asistencias y 1,6 robos de balón por partido, Fue incluido en el mejor quinteto de la Pac-12 Conference, y en el tercer equipo All-American por Associated Press, la NABC y Sporting News.
Al término de su primera temporada como universitario, anunció que renunciaba a los tres años que le quedaban para terminar la carrera para presentarse al Draft de la NBA. Aquí sería elegido en la primera posición por los Philadelphia 76ers.

#### Estadísticas
| Año     | Equipo     | PJ | PT | MPP  | %TC  | %3P  | %TL  | RPP | APP | ROB | TPP | PPP  |
| ------- | ---------- | -- | -- | ---- | ---- | ---- | ---- | --- | --- | --- | --- | ---- |
| 2016–17 | Washington | 25 | 25 | 35.7 | .476 | .413 | .649 | 5.7 | 5.9 | 1.6 | 1.2 | 23.2 |

### Profesional

#### Philadelphia 76ers
Fue elegido en la primera posición del Draft de la NBA de 2017 por los Philadelphia 76ers.
En su primera temporada, en abril de 2018 ante Milwaukee Bucks, se convirtió en el jugador más joven (19 años y 317 días) en realizar un triple-doble (13 puntos, 10 asistencia y 10 rebotes).
Durante su segundo año sufre una lesión en el hombro, que le hace perderse el inicio de la temporada. Además se calificó como síndrome del opérculo torácico (SOT), siendo del tipo neurogénico del trastorno que “afecta los nervios entre el cuello y el hombro, lo que resulta en un movimiento disfuncional y un rango de movimiento anormales, lo que limita gravemente la capacidad de lanzar en baloncesto”.

#### Orlando Magic
El 7 de febrero de 2019 fue traspasado a Orlando Magic a cambio de Jonathon Simmons, en un intercambio entre cuatro equipos. Pero no jugó esta temporada con los Magic, ya que en marzo de 2019 se comunicó que su lesión de hombro era más seria de lo esperado.
Al comienzo de su segunda temporada en Orlando, en diciembre de 2020, firma una extensión de contrato con los Magic por tres temporadas y $50 millones.
El 6 de enero de 2021, en su segunda temporada en Orlando y tras disputar 8 encuentros, sufrió un desgarro del ligamento cruzado anterior (LCA) ante Cleveland Cavaliers que le hará perderse el resto de la temporada.
El 28 de febrero de 2022 regresó de la lesión, anotando 10 puntos y repartiendo 6 asistencias en 16 minutos de juego ante Indiana Pacers. El 10 de abril, ante Miami Heat, consigue 15 asistencias, la mejor marca de su carrera.
Antes del inicio de su cuarta temporada con los Magic, a finales de septiembre de 2022, sufre una fractura en el pie. Esa temporada consigue su mejor registro anotador, con 28 puntos, el 18 de marzo de 2023 ante Los Angeles Clippers.
Tras su quinta temporada en Orlando, en la que disputó 43 encuentros, 18 como titular, no es renovado y queda como agente libre.

#### Sacramento Kings
No encuentra equipo para el inicio de la 2024-25, pero el 12 de febrero de 2025 firma con Sacramento Kings hasta final de temporada.

## Selección nacional
Fultz formó parte del combinado nacional de Estados Unidos Sub-18 que ganó la medalla de oro en el Campeonato FIBA Américas de 2016 disputado  en Valdivia, Chile, donde además fue elegido MVP del torneo.

## Estadísticas de su carrera en la NBA

### Temporada regular
| Año     | Equipo       | PJ  | PT  | MPP  | %TC  | %3P  | %TL   | RPP | APP | ROB | TPP | PPP  |
| ------- | ------------ | --- | --- | ---- | ---- | ---- | ----- | --- | --- | --- | --- | ---- |
| 2017-18 | Philadelphia | 14  | 0   | 18.1 | .405 | .000 | .476  | 3.1 | 3.8 | .9  | .3  | 7.1  |
| 2018-19 | Philadelphia | 19  | 15  | 22.5 | .419 | .286 | .568  | 3.7 | 3.1 | .9  | .3  | 8.2  |
| 2019-20 | Orlando      | 72  | 60  | 27.7 | .465 | .267 | .730  | 3.3 | 5.1 | 1.3 | .2  | 12.1 |
| 2020-21 | Orlando      | 8   | 8   | 26.9 | .394 | .250 | .895  | 3.1 | 5.4 | 1.0 | .3  | 12.9 |
| 2021-22 | Orlando      | 18  | 3   | 20.0 | .474 | .235 | .806  | 2.7 | 5.5 | 1.1 | .3  | 10.8 |
| 2022-23 | Orlando      | 60  | 60  | 29.6 | .514 | .310 | .783  | 3.9 | 5.7 | 1.5 | .4  | 14.0 |
| 2023-24 | Orlando      | 43  | 18  | 21.2 | .472 | .222 | .697  | 3.2 | 2.8 | 1.0 | .3  | 7.8  |
| 2024-25 | Sacramento   | 21  | 0   | 8.8  | .418 | .500 | 1.000 | 1.0 | 1.3 | .5  | .1  | 2.9  |
| Total   | Total        | 255 | 164 | 24.0 | .470 | .280 | .732  | 3.2 | 4.4 | 1.1 | .3  | 10.4 |

### Playoffs
| Año   | Equipo       | PJ | PT | MPP  | %TC  | %3P  | %TL  | RPP | APP | ROB | TPP | PPP  |
| ----- | ------------ | -- | -- | ---- | ---- | ---- | ---- | --- | --- | --- | --- | ---- |
| 2018  | Philadelphia | 3  | 0  | 7.7  | .143 | -    | .750 | 1.0 | 1.7 | .7  | .0  | 1.7  |
| 2020  | Orlando      | 5  | 5  | 29.3 | .400 | .375 | .857 | 2.2 | 5.2 | 1.0 | .6  | 12.0 |
| 2024  | Orlando      | 7  | 0  | 15.1 | .588 | .000 | .556 | 2.0 | 1.1 | .4  | .0  | 6.4  |
| Total | Total        | 15 | 5  | 18.3 | .446 | .353 | .700 | 1.9 | 2.6 | .7  | .2  | 7.3  |